# Lundehundsyndrom

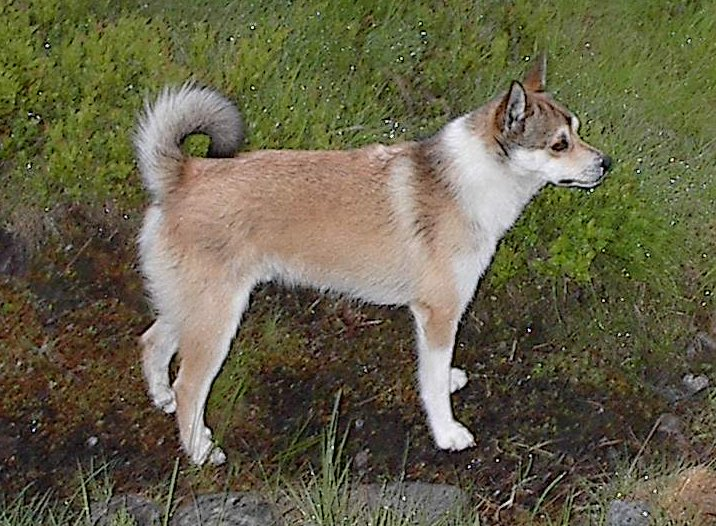
Norwegischer Lundehund

Das Lundehundsyndrom (syn. Lundehund-Gastroenteropathie) ist ein Komplex von Krankheiten des Verdauungstrakts, der bei Norwegischen Lundehunden auftritt. Es handelt sich um eine Erbkrankheit.

## Pathophysiologie
Das Lundehundsyndrom gehört zum Komplex der chronisch-entzündlichen Darmerkrankungen (IBD) und umfasst Gastritis, Proteinverlust über den Darm (Protein Losing Enteropathy, PLE), Lymphangiektasie und Malabsorption.

## Klinik

### Signalement
Das Lundehundsyndrom tritt ausschließlich bei Norwegischen Lundehunden auf. Am häufigsten wird es in mittlerem Alter (ca. fünf Jahre) diagnostiziert, kann jedoch prinzipiell in jedem Lebensalter auftreten. Eine Geschlechtsdisposition besteht nicht, Rüden und Hündinnen scheinen gleich häufig betroffen zu sein. Die typischen Veränderungen des Magen-Darm-Trakts finden sich häufig auch bei klinisch nicht oder noch nicht erkrankten Lundehunden.

### Symptome
Betroffene Hunde können verschiedene Magen-Darm-Symptome entwickeln, wie etwa intermittierenden Durchfall, Gastritis, Erbrechen, Gewichtsabnahme und Bauchwassersucht. Daneben kann es aufgrund von Proteinverlusten durch den Darm  auch zu einem Ödem der Unterhaut (Anasarka) kommen, das besonders an den Hinterbeinen auftritt. In schweren Fällen können auch Hydrothorax und Hydroperikard auftreten.

### Diagnose
Die Diagnose erfolgt über eine mikroskopische Untersuchung von Gewebeproben der Magen-Darm-Schleimhaut, die bei der Endoskopie entnommen werden. Makroskopisch findet man ein Ödem und partielle Erosionen der Magenschleimhaut sowie eine durch Fibrose verdickte Magenwand. Mikroskopisch ist eine chronisch-atrophische Gastritis mit mononukleärer Infiltration und Degeneration der Fundusdrüsen feststellbar. Bei manchen Hunden finden sich daneben auch erweiterte Lymphgefäße (Lymphangiektasie). In der Nähe des Magenpförtners können sich entzündliche Knoten entwickeln.
Im Gegensatz zu den chronisch-entzündlichen Darmerkrankungen des Menschen scheint das Lundehundsyndrom nicht zu einer Metaplasie der Darmepithelzellen zu führen. Im Dünndarm finden sich öfters ebenfalls erweiterte Lymphgefäße. Die Darmschleimhaut ist verdickt und rau. Die Zotten sind verkümmert und zum Teil miteinander verschmolzen, die Krypten dagegen hyperplastisch und zum Teil mit Zellfragmenten gefüllt. Teilweise kommt es zur Ablösung des Epithels und Blasenbildung zwischen Basalmembran und Epithel. Auch Granulome können auftreten.
Das Lundehundsyndrom verursacht keine charakteristischen Veränderungen des Blutbilds. Im Gegensatz zu anderen von  PLE betroffenen Rassen sind die Lymphozytenwerte beim Lundehundsyndrom normal. Totalprotein, Albumin, Calcium, Cobalamin und Folsäure können vermindert sein.
Als zusätzlichen diagnostischen Test gibt es auch die Möglichkeit, den Kot des Hundes auf fäkalen α1-Proteinase-Inhibitor zu untersuchen. Ein erhöhter Wert deutet auf einen Proteinverlust über den Darm hin, der bei Lundehunden als diagnostisch für Lundehundsyndrom gelten kann.
2016 wurde eine kausale Mutation im Gen LEPREL1 identifiziert, die einfach autosomal rezessiv vererbt wird. Ein Gentest zur Identifikation von Trägern und Hunden mit klinischer Disposition ist verfügbar. Ein Einfluss anderer Gene (insbesondere NOD1) ist ebenfalls wahrscheinlich.

### Therapie und Prognose
Die Behandlung des Lundehundsyndroms ist rein symptomatisch, da die Ursache der Magen-Darm-Veränderungen bisher unbekannt ist. Es gibt kein Therapieprotokoll, das bei allen Hunden zur Anwendung kommen kann, und eine Verbesserung der Symptome unter Behandlung ist individuell sehr unterschiedlich.
Generell wird eine qualitativ hochwertige, leicht verdauliche Diät mit niedrigem Fett- und hohem Proteingehalt empfohlen, um das Lymphsystem des Darms zu entlasten. Gelegentlich wird die Zugabe von mittellangen Triglyceriden empfohlen, die auch über eine nicht-lymphatische Route aufgenommen werden können. Vitamingaben können ebenfalls sinnvoll sein, besonders in Fällen, wo Cobalamin und Folsäure erniedrigt sind; Cobalamin muss dabei parenteral verabreicht werden. Entzündungshemmer und Immunsuppressiva wie etwa Prednisolon können die Symptome ebenfalls verbessern, wobei Prednisolon auch die Fähigkeit des Darm zu Absorption von Nährstoffen zu verbessern scheint. Bei häufigem Erbrechen können auch Antiemetika gegeben werden. Die Behandlung ist lebenslang, eine Heilung ist nicht möglich.
Komplikationen des Lundehundsyndroms sind eine bakterielle Besiedlung des Dünndarms (SIBO), die durch die Gabe von Antibiotika behandelt werden kann. Ödembildung wird durch Diuretika behandelt.
Durch den Verlust von Antithrombin III durch den Darm kann es zu einer erhöhten Blutgerinnungsneigung kommen, die zu Thrombosen und Embolien führen kann. Die chronische Gastritis kann zu einem bösartigen Tumor der Magenwand entarten (Magenkarzinom).
Die Prognose ist sehr unterschiedlich und hängt davon ab, wie der Hund auf die Behandlung reagiert. Die Erkrankung verläuft aber auch bei behandelten Hunden oft fortschreitend und kann schließlich zum Tod führen. Manche Lundehunde müssen nur bei akuten Phasen behandelt werden und haben dazwischen lange symptomfreie Intervalle, während andere sich nie mehr von den ersten Symptomen erholen.

## Genetik und Zuchthygiene
Die heutige Lundehundpopulation geht auf fünf Individuen zurück, mit denen im Jahr 1961 mit einer kontrollierten Zucht begonnen wurde. Einer dieser Hunde entwickelte im Alter von drei Jahren Symptome, die denen des Lundehundsyndroms entsprechen. Seither wurde die Erkrankung immer wieder bei Hunden der Rasse beobachtet. Man kann daher davon ausgehen, dass es sich um eine Erbkrankheit handelt, die sich durch einen genetischen Flaschenhals innerhalb der ganzen Rasse ausbreiten konnte (Gründereffekt). Die Prävalenz der Krankheit innerhalb der Rasse ist sehr hoch, bei etwa der Hälfte der untersuchten Lundehunde konnte ein Proteinverlust über den Darm nachgewiesen werden.
Durch die Verfügbarkeit eines Gentests ist es inzwischen möglich, die Verpaarung zweier Trägertiere und/oder von betroffenen Hunden mit Trägern zu vermeiden und so das Risiko eines klinisch apparenten Lundehundsyndroms zu reduzieren.